# Physalaemus
Physalaemus is een geslacht van kikkers uit de onderfamilie Leiuperinae van de familie fluitkikkers (Leptodactylidae). De wetenschappelijke naam van het geslacht werd in 1826 voorgesteld door Leopold Fitzinger. Hij plaatste in het geslacht één soort, Physalaemus cuvieri, die daarmee automatisch de typesoort is.
Er worden inmiddels 47 soorten in het geslacht geplaatst. Van dit geslacht komen alleen soorten voor in delen van Zuid-Amerika, in de landen Argentinië, Bolivia, Brazilië, Colombia, Ecuador, Frans-Guyana, Guyana, Paraguay, Uruguay en Venezuela.

## Synoniemen
- Paludicola Wagler, 1830; typesoort: Physalaemus cuvieri Fitzinger, 1826
- Liuperus Cope, 1861; typesoort: Liuperus biligonigerus Cope, 1861
- Gomphobates Reinhardt & Lütken, 1862;[3] typesoort: Gomphobates notatus Reinhardt & Lütken, 1862 = Physalaemus cuvieri Fitzinger, 1826
- Eupemphix Steindachner, 1863; typesoort: Eupemphix nattereri Steindachner, 1863
- Nattereria Steindachner, 1864; typesoort: Nattereria lateristriga Steindachner, 1864

## Soorten
- Physalaemus aguirrei
- Physalaemus albifrons
- Physalaemus albonotatus
- Physalaemus angrensis
- Physalaemus atim
- Physalaemus atlanticus
- Physalaemus barrioi
- Physalaemus biligonigerus
- Physalaemus bokermanni
- Physalaemus caete
- Physalaemus camacan
- Physalaemus centralis
- Physalaemus cicada
- Physalaemus crombiei
- Physalaemus cuqui
- Physalaemus cuvieri
- Physalaemus deimaticus
- Physalaemus ephippifer
- Physalaemus erikae
- Physalaemus erythros
- Physalaemus evangelistai
- Physalaemus feioi
- Physalaemus fernandezae
- Physalaemus fischeri
- Physalaemus gracilis
- Physalaemus henselii
- Physalaemus insperatus
- Physalaemus irroratus
- Physalaemus jordanensis
- Physalaemus kroyeri
- Physalaemus lateristriga
- Physalaemus lisei
- Physalaemus maculiventris
- Physalaemus marmoratus
- Physalaemus maximus
- Physalaemus moreirae
- Physalaemus nanus
- Physalaemus nattereri – Vieroogkikker
- Physalaemus obtectus
- Physalaemus olfersii
- Physalaemus orophilus
- Physalaemus riograndensis
- Physalaemus rupestris
- Physalaemus santafecinus
- Physalaemus signifer
- Physalaemus soaresi
- Physalaemus spiniger

Onderfamilie Leiuperinae

Edalorhina · Engystomops · Physalaemus · Pleurodema ·  Pseudopaludicola

Onderfamilie Leptodactylinae

Adenomera · Hydrolaetare · Leptodactylus · Lithodytes

Onderfamilie Paratelmatobiinae

Crossodactylodes · Paratelmatobius · Rupirana · Scythrophrys